# Степанов, Разумник Петрович
Разу́мник Петро́вич Степа́нов (8 июля 1889, ст. Каменноозерная — 20 августа 1933, Новосибирск) — подъесаул, участник Первой мировой войны и Гражданской войны в России.

## Биография
Из войск. дворян пос. Нежинского ст. Каменноозерной Первого (Оренбургского) военного отдела Оренбургского казачьего войска. Окончил Оренбургский Неплюевский кадетский корпус и Николаевское кавалерийское училище по 1 разряду (1910). Хорунжий (с 06.08.1910 со ст. с 06.08.1909). Сотник (с 05.10.1913 со ст. с 06.08.1913; устан. ст. с 06.08.1912 — ПАФ 16.05.1917). Подъесаул (ПАФ 17.10.1917 со ст. с 06.08.1916). Есаул (с 26.06.1918). Войсковой старшина (на 03.1919). Полковник (за БО — ПВПиВГК 25.08.1919 со ст. с 22.05.1919). Генерал-майор (1919 г.). Знал татарский и казахский языки.

### Участие в Первой мировой войне
С 08.08.1910 года в должности помощник начальника учебной команды 1-го Оренбургского казачьего полка. Участник Первой мировой войны. Младший офицер 3 сотни 7 ОКП 83 пд XVIII АК (17.07.1914). Ранен в бою (15.10.1914). Командир 3 сотни (с 02.1915). Младший офицер 6 сотни 1 ОКП (с 16.03.1916), командир 6 сотни (с 03.06.1916). Командир партизанского отряда 6 кавалерийской дивизии (с 09.1916). Командир 4 сотни 1 ОКП (10.1916-02.1917). Начальник учебной команды 1 ОКП (03-04.1917). Командир 6-й сотни 1 ОКП (05-10.1917). В Ставке ВГК (на 10.1917-06.01.1918).

### Участие в Гражданской войне
С дивизионом 1-го казачьего полка (4 и 6 сотни), выполняя приказ атамана А. И. Дутова, прибыл на территорию Оренбургского края (18.01.1918). Участник набега на Оренбург (04.04.1918). Возглавил сформированный в апреле 1918 года Красногорским атаманом А.К. Жуковым 1-й Красногорский партизанский отряд (с мая 1918 года). На Ташкентском фронте. Командир 1-й сотни разведчиков при штабе ЮЗА (с 01.09.1918).
В войсках А. В. Колчака. Командир 24-го ОКП. Назначен командиром 4-го атамана Углицкого полка (ПОКВ № 1. 03.01.1919). Участвовал в наступлении на Оренбург во главе конницы IV Оренбургского АК (03.1919). C мая 1919 года командир 1-й отдельной Оренбургской Казачьей Бригады (1-й и 4-й Оренбургские казачьи полки, 900 шашек). В полном составе взял в плен 318-й стрелковый красный полк. Участник Голодного похода (22.11 — 31.12.1919). Начальник 1-й Оренбургской Казачьей Дивизии (с 06.01.1920) в составе Южной армии .

### Бои в Монголии и гибель
В эмиграции в Китае, интернирован в лагере на р. Эмиль в составе отряда генерала Бакича. Учaстник похода к города Шара-Сумэ. Занял г. Бурчум (07.1921). 17.12.1921 в р-не Улангомма сдался в плен представителям монгольской военной администрации. Направлен в Улан-Батор и оттуда через Троицко-Савск и Иркутск в Новониколаевск. Судим (05.1922), за службу в белой армии осужден на 5 лет лишения свободы. Отбывал наказание в Новониколаевске (на 11.1922), в Александровском централе.
После тюремного заключения вышел на свободу (1927). Жил в Новосибирске (1927—1933), нигде не работал. Сотрудничал с ОГПУ, был устроен на работу в германское консульство в Новосибирске в качестве истопника.
Арестован 12.03.1933 по сфабрикованному чекистами обвинению в руководстве контрреволюционной белогвардейской повстанческой организацией в Западно-Сибирском крае («дело» ген. В. Г. Болдырева) и постановлением коллегии ОГПУ от 05.08.1933 по статье 58 пункт 2.6.11 УК РСФСР осужден к ВМН. Расстрелян 20.08.1933 в Новосибирске. Реабилитирован 29.07.1958..

## Награды
- Орден Святого Станислава 3-й ст. м. и б.,
- Орден Святой Анны 4-й ст. с надп. "За храбрость " (1915),
- Орден Святой Анны 3-й ст. м. и б.,
- Орден Святого Станислава 2-й ст. м.,
- Орден Святой Анны 2-й ст. м.,
- Георгиевское оружие[6] «За то, что у д. Слушин 15 октября 1914 г., вызвавшись по собственному желанию командовать взводом, назн. для преследования противника, несколько раз атаковал д. Слушин, выбил его, действуя холодным оружием, сам ранен огнём пулемета» (16.03.1915 — ВП 02.06.1915);
- Орден Святого Владимира 4-й ст. м. и б.
- Орден Святого Владимира 3-й ст. м. (оба ордена — за БО, 04.01.1920),
- Орден Святого Георгия 4-й степени «За то, что в боях с 20 по 23 января 1919 г. в районе Илецкой Защиты, командуя двумя разведывательными сотнями и оставшись с ним и один на позиции против превосходящих сил противника, благодаря умелому руководству и беззаветной храбрости, являясь лично в самых опасных местах в критические минуты и тем воодушевляя свои сотни, успешно сдерживал натиск частей противника, дал возможность спасти артиллерию и обозы 1-го казачьего корпуса, части которого в панике отступали, и благополучно вывести их из-под ударов красных» (Приказ войскам ООА№ 262.18.04.1919),
- Французский Военный крест с пальмовой ветвью.